# Jean Montreuil
Jean Montreuil (n. 11 octombrie 1920, Lille, Franța – d. 16 iulie 2010, Arad, România) a fost un biochimist francez, membru de onoare al Academiei Române (din 1993).